# الإيضاحات الوفية في قواعد اللغة العثمانية
الإيضاحات الوفية في قواعد اللغة العثمانية هو كتاب يحتوى على قواعد اللغة التركية القديمة (العثمانية) قام بتأليفه يوسف أفندي حُسني، أستاذ اللغة التركية والفرنسية وناظر المدرسة السلطانية، الطبعة الثانية بالمطبعة الأدبية في بيروت سنة 1885م.

## فصول الكتاب
- الأحرف واللفظ
- الاسم
- الصفة
- الضمير
- الفعل
- تركيب الجملة
- الأدوات المركبة
- أدوات النداء
- أدوات بمعان مختلفة
- بعض قواعد عربية وفارسية
- كلمات عثمانية